# Scotorythra hecataea
Scotorythra hecataea är en fjärilsart som beskrevs av Edward Meyrick 1899. Scotorythra hecataea ingår i släktet Scotorythra och familjen mätare. Inga underarter finns listade.